# Nowe Miasto nad Wagiem
Nowe Miasto nad Wagiem (słow. Nové Mesto nad Váhom, niem. Neustadt an der Waag / Neustadtl, węg. Vágujhely) – miasto powiatowe na Słowacji, w kraju trenczyńskim, nad Wagiem. Około 20 tys. mieszkańców. Pierwsza wzmianka o mieście pochodzi z roku 1253.
W mieście rozwinął się przemysł maszynowy, włókienniczy, odzieżowy, spożywczy, skórzany oraz materiałów budowlanych.

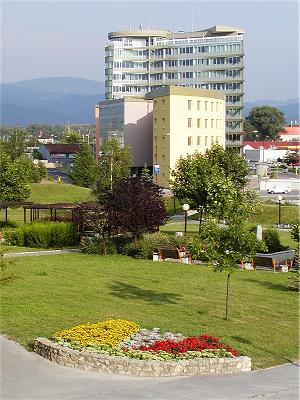